# Dualitatea Serre
Dualitatea Serre este un rezultat din geometria algebrică legat de coomologia fasciculelor coerente (în particular a fibratelor vectoriale) pe varietăți proiective nesingulare. Acest rezultat admite diverse generalizări, atât pentru coomologia fasciculelor coerente pe varietăți singulare, cât și în geometria complexă în contextul coomologiei Dolbeault.

## Enunț
Fie {\displaystyle X} o varietate proiectivă nesingulară de dimensiune {\displaystyle n} peste un corp algebric închis {\displaystyle k}, {\displaystyle {\mathcal {F}}} un fascicul coerent pe {\displaystyle X} și {\displaystyle \omega _{X}} fasciculul canonic al lui {\displaystyle X}. Atunci pentru orice {\displaystyle i\geq 0} avem izomorfismul natural de {\displaystyle k}-spații vectoriale {\displaystyle {\text{Ext}}^{i}({\mathcal {F}},\omega _{X})\simeq H^{n-i}(X,{\mathcal {F}})^{\vee }}, unde {\displaystyle H^{n-i}(X,{\mathcal {F}})^{\vee }} reprezintă dualul spațiului vectorial {\displaystyle H^{n-i}(X,{\mathcal {F}})}.
În cazul în care {\displaystyle {\mathcal {F}}} este un fascicul local liber, izomorfismul anterior se reduce la {\displaystyle H^{i}(X,{\mathcal {F}})\simeq H^{n-i}({\mathcal {F}}^{\vee }\otimes \omega _{X})^{\vee }}, unde {\displaystyle {\mathcal {F}}^{\vee }} este dualul lui {\displaystyle {\mathcal {F}}}. În cazul în care {\displaystyle X} este o schemă proiectivă Cohen-Macaulay de dimensiune {\displaystyle n} peste un corp algebric închis cu proprietatea că toate componentele sale ireductibile au aceeași dimensiune, au loc aceleași izomorfisme naturale ca în paragraful anterior, cu mențiunea că {\displaystyle \omega _{X}} este de data aceasta fascicul dualizant pentru {\displaystyle X}.

## Importanță
Dualitatea Serre este utilă în simplificarea anumitor calcule de coomologie, în special în contextul teoremei Riemann-Roch și al extinderilor sale. Spre exemplu, dacă {\displaystyle X} este o curbă proiectivă nesingulară de gen {\displaystyle g} și {\displaystyle L} un fibrat în drepte pe {\displaystyle X}, dualitatea Serre ne spune că {\displaystyle H^{1}(X,L)\simeq H^{0}(L^{\vee }\otimes \omega _{X})^{\vee }}, în particular că cele două spații vectoriale au aceeași dimensiune. Astfel, enunțul teoremei Riemann-Roch:
{\displaystyle h^{0}(X,L)-h^{1}(X,L)=\deg(L)-g+1}
se poate rescrie ca:
{\displaystyle h^{0}(X,L)-h^{0}(X,L^{-1}\otimes \omega _{X})=\deg(L)-g+1}
unde cu {\displaystyle h^{i}} notăm dimensiunea spațiilor vectoriale {\displaystyle H^{i}}.